# Petar Hektorović
Petar Hektorović (Stari Grad, Hvar szigete, 1486. – Raguza, 1572. március 13.) raguzai horvát költő.

## Élete
Nemes családból származott és szülővárosának legtekintélyesebb polgára volt. A raguzai költők legkiválóbbjai közé tartozik. Írt kisebb drámai munkákat, költői leveleket Ovidius példájára, lefordította Ovidius szerelmeit, de legszebb költeménye egy idill a halászatról, mely Ribanje i ribarsko prigovaranje cím alatt 1568-ban Velencében jelent meg. Összes költeményeit 1874-ben újra kiadta a zágrábi délszláv akadémia a Stari pisci hrvatski (régi horvát költők) VI. kötetben.